# Keshod
Keshod (en guyaratí: કેશોદ ) es una ciudad de la India en el distrito de Junagadh, estado de Guyarat.

## Geografía
Se encuentra a una altitud de 44 m s. n. m. a 397 km de la capital estatal, Gandhinagar, en la zona horaria UTC +5:30.

## Demografía
Según estimación 2011 contaba con una población de 75 345 habitantes.